# A33高速公路 (義大利)
A33高速公路（義大利語：Autostrada A33），是義大利一條高速公路，由阿斯蒂至庫內奧，全長90.15公里，其中20公里與A6高速公路共線。
其餘兩段分別是長51.754公里、由阿斯蒂至馬雷內的路段，以及由馬西米尼至庫內奧、長23.783公里的路段。兩段皆未完成：其中北段2007年4月16日開始部分通車，目前瓜雷內至洛迪一段仍未開工，而南段2005年開始分段通車，全段將於2012年2月20日通車。
本路段分屬歐洲E74和E717公路的一部份。